# Dvorec Eltz
Dvorec Eltz (hrvaško: Dvorac Eltz, nemško: Schloss Eltz) je baročni dvorec v Vukovarju na Hrvaškem. Dvorec iz 18. stoletja zdaj služi kot mestni muzej Vukovarja. Upodobljen je na hrbtni strani hrvaškega bankovca za 20 kun, ki je bil izdan leta 1993 in 2001. Dvorec je bil uničen leta 1991 med hrvaško osamosvojitveno vojno, vendar so ga po štirih letih prenovili in oktobra leta 2011 je bil popolnoma prenovljen v obliko, kakršno je imel pred vojno.